# 오부치 내각
오부치 내각(일본어: 小渕内閣)은  오부치 게이조가 제84대 내각총리대신으로 임명되어, 1998년 7월 30일부터 2000년 4월 5일까지 존재한 일본의 내각이다.
오부치에 의해서 조각된 내각 가운데, 이 최초의 내각만이 자유민주당 단독 여당의 내각이었다.

## 각료
- 내각총리대신 - 오부치 게이조(오부치파·중의원)
- 법무대신 - 나카무라 쇼자부로(미쓰즈카파·중의원)
- 외무대신 - 고무라 마사히코(구 고모토파·중의원)
- 대장대신 - 미야자와 기이치(미야자와파·중의원)
- 문부대신 - 아리마 아키토(무파벌·참의원)
- 후생대신 - 미야시타 소헤이(미쓰즈카파·중의원)
- 농림수산대신 - 나카가와 쇼이치(미쓰즈카파-가메이 그룹·중의원)
- 통상산업대신 - 요사노 가오루(구 와타나베파·중의원)
- 운수대신 - 가와사키 지로(미야자와파·중의원)
- 우정대신 - 노다 세이코(구 고모토파·중의원)
- 노동대신 - 아마리 아키라(야마사키파·중의원)
- 건설대신 - 세키야 가쓰쓰구(야마사키파·중의원)
- 자치대신, 국가공안위원회 위원장 - 니시다 마모루(오부치파·중의원)
- 내각관방장관 - 노나카 히로무(오부치파·중의원)
- 총무청 장관 - 오타 세이이치(미야자와파·중의원)
- 방위청 장관 - 누카가 후쿠시로(오부치파·중의원) / 노로타 호세이(오부치파·중의원, 1998년 11월 20일 ~ )
- 과학기술청 장관 - 다케야마 유타카(오부치파·참의원)
- 홋카이도 개발청 장관, 오키나와 개발청 장관, 국토청 장관 - 이노우에 기치오(오부치파·참의원)
- 경제기획청 장관 - 사카이야 다이치(비 국회의원)
- 국토청 장관 - 야나기사와 하쿠오(미야자와파·중의원, ~ 1998년 10월 22일)
- 환경청 장관 - 마나베 겐지(미야자와파·참의원)
- 국무대신(금융 재생 담당) - 야나기사와 하쿠오(1998년 10월 23일 ~ 1998년 12월 15일)
- 금융재생위원회 위원장 - 야나기사와 하쿠오(1998년 12월 15일 ~ )
  - 내각관방부장관(정무) - 스즈키 무네오(오부치파·중의원)
  - 내각관방부장관(정무) - 우에스기 미쓰히로(오부치파·참의원)
  - 내각관방부장관(사무) - 후루카와 데이지로

## 정무 차관
- 법무 정무 차관 - 기타오카 슈지(참의원)
- 외무 정무 차관 - 마치무라 노부타카, 다케미 게이조(참의원)
- 대장 정무 차관 - 다니가키 사다카즈, 나카지마 마히토(참의원)
- 문부 정무 차관 - 모리타 겐사쿠
- 후생 정무 차관 - 네모토 다쿠미
- 농림 수산 정무 차관 - 마쓰시타 다다히로, 가메야 히로아키(참의원)
- 통상 산업 정무 차관 - 다카이치 사나에, 호사카 산조(참의원)
- 운수 정무 차관 - 하야시 모토오
- 우정 정무 차관 - 사토 다쓰오
- 노동 정무 차관 - 고야마 다카오(참의원)
- 건설 정무 차관 - 엔도 도시아키
- 자치 정무 차관 - 다노세 료타로
- 총무 정무 차관 - 아베 마사토시(참의원)
- 홋카이도 개발 정무 차관 - 이시자키 가쿠
- 방위 정무 차관 - 하마다 야스카즈
- 경제 기획 정무 차관 - 이마이 히로시
- 과학 기술 정무 차관 - 이나바 야마토
- 환경 정무 차관 - 구리하라 히로히사
- 오키나와 개발 정무 차관 - 시모지 미키오
- 국토 정무 차관 - 다니가와 슈젠(참의원)

## 같이 보기
- 국가기본정책위원회(당수 토론)
- 내각관방부장관 - 이 내각부터 정원 수가 3명(정무 담당 2명, 사무 담당 1명)으로 증원됐다.